# Ommata championella
Ommata championella är en skalbaggsart som beskrevs av Bates 1880. Ommata championella ingår i släktet Ommata och familjen långhorningar.
Artens utbredningsområde är:
- Costa Rica.
- Guatemala.
- Honduras.

Inga underarter finns listade i Catalogue of Life.